# Булбулдер
Булбулдер (често погрешно Булбудер) је насеље на Звездари, једној од општина Београда.

## Локација
Булбулдер се налази у западном делу београдске општине Звездара, неких 2,5 km источно од центра Београда, Теразија. Простире се између улица Димитрија Туцовића, према југу и улице Светог Николе ка северу.
Граничи се са насељима Ђерам на југу, Славујевим венцем на западу, Новим гробљем на северозападу, Звездаром II на северу и самом Звездаром на истоку.

## Порекло имена
Име булбулдер долази од турске речи булбул (тур. bülbül) — „славуј” и дере (тур. dere) — „долинa”, што би значило 
„Славујева долина”. Индикативно је и да се суседна насеља такође зову по славујима, Славујев венац и Славујев поток.
Некада је улицом Димитрија Туцовића и Цвијићевом (и даље према Дунаву) текао Славујев поток који је урбанизацијом уведен у подземну кишну канализацију.
У Чингријиној улици код Градске болнице налази се Трећепозивачка чесма, раније Булбулдерска, која је давала „ледену” изворску воду, и која је поуздана снабдевала, нпр. у јулу 1939, када остатак града често није имао воде.
Слава Булбулдера је била Петровдан.

## Популација
На Булбулдеру, по попису из 2002. године, живи 5.437 становника.

## Познате грађевине
У центру Булбулдера се налази црква Светог Лазара посвећена Лазару Хребељановићу, а у источном делу насеља је велики медицински комплекс КБЦ Звездара (Клиника за борбу против туберкулозе).

## Спорт
- ФК Булбулдерац, бивша ОФК Звездара, основан је 1951. и тренутно се такмичи у Београдској зони, четвртом рангу такмичења.